# Као (лунный кратер)
Кратер Као (лат. Kao) — останки крупного ударного кратера на южной окраине Моря Смита на видимой стороне Луны. Название присвоено в честь китайского астронома Бин-Цзе Као (1888—1970) и утверждено Международным астрономическим союзом в 1982 г. 

## Описание кратера

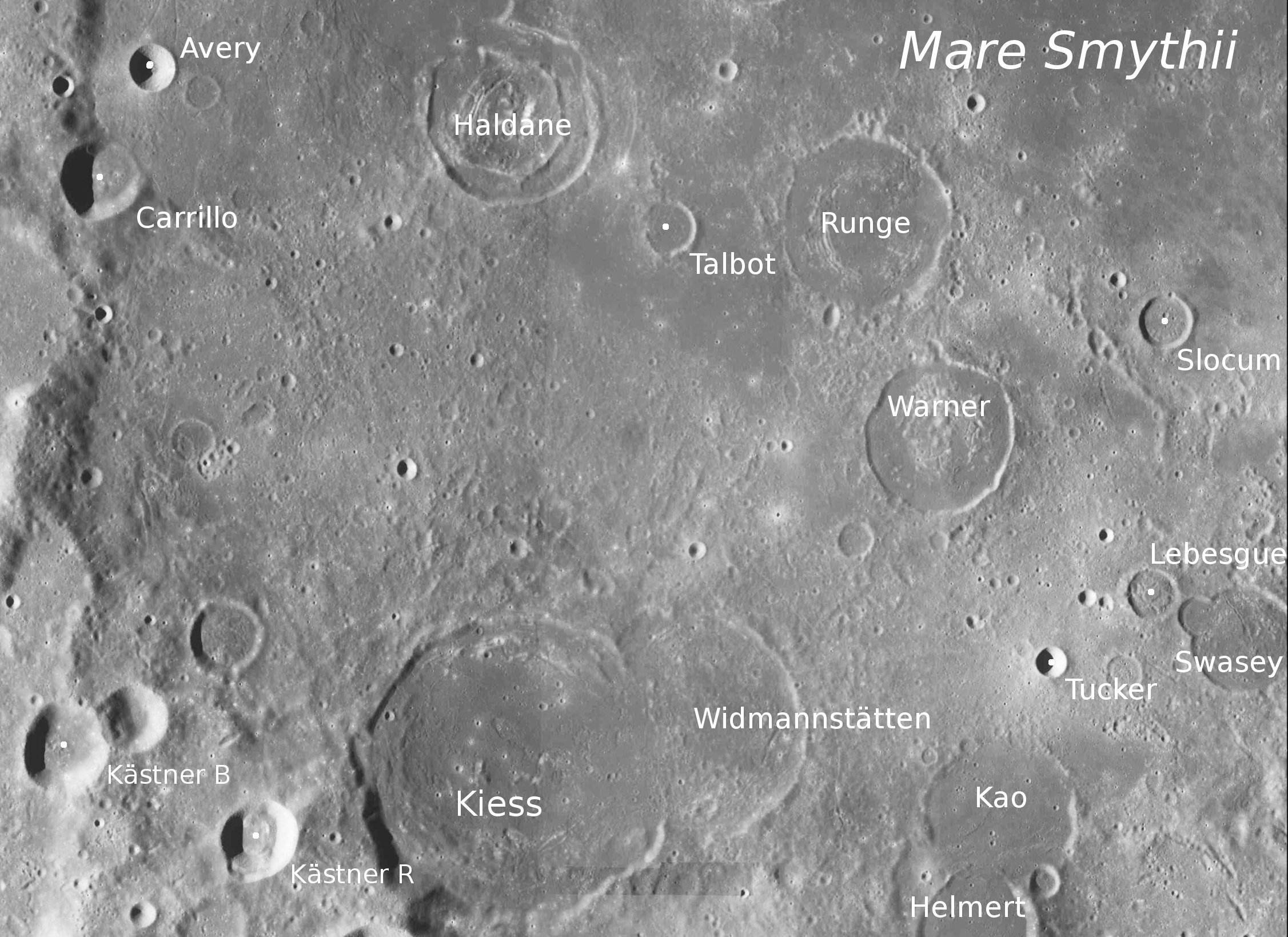
Окрестности кратера Као. Снимок зонда Lunar Reconnaissance Orbiter.

Ближайшими соседями кратера являются кратер Видманштеттен на западе; маленький кратер Такер на севере; кратер Суэзи на северо-востоке и кратер Гельмерт, перекрывающий южную часть кратера Као. Селенографические координаты центра кратера 6°43′ ю. ш. 87°49′ в. д. / 6,71° ю. ш. 87,81° в. д., диаметр 34,5 км, глубина 2,1 км.
Кратер Као практически полностью затоплен базальтовой лавой при образовании Моря Смита, над поверхностью выступает лишь слабо различимая кромка вала. Северная часть кромки вала практически полностью разрушена, южная часть, в месте примыкания кратера Гельмерт, отсутствует, таким образом оба кратера имеют общее дно чаш. Юго-восточную часть кромки вала перекрывает небольшой приметный кратер. Дно чаши кратера плоское, не имеет приметных структур, кроме множества мелких кратеров. 

## Сателлитные кратеры
Отсутствуют.

## См.также
- Список кратеров на Луне
- Лунный кратер
- Морфологический каталог кратеров Луны
- Планетная номенклатура
- Селенография
- Минералогия Луны
- Геология Луны
- Поздняя тяжёлая бомбардировка